# Walter og Carlo
Walter og Carlo er en dansk filmserie. Serien handler om Walter Van Heimvee og Carlo Jensen, to komiske figurer, der er opfundet og spillet af Jarl Friis-Mikkelsen og Ole Stephensen.
Walter og Carlo dukkede første gang op i Jarl Friis-Mikkelsens program Schyy.. Det er Lørdag fra 1984 på Danmarks Radio, hvorefter de gik igen i hvert afsnit.

## Karakterer

### Walter Van Heimvee
Den pæne og underkuede Walter er spillet af Ole Stephensen. Han er den naive steward, der på mystisk vis altid bliver manden, der finansierer begivenhederne og alligevel altid spiller en meget begrænset rolle.
Walter lever højt på den prestige, han får ved at charmere sig igennem tilværelsen i sin sorte steward-uniform, og har mange løsere damebekendtskaber gennem filmene. Walther bor hjemme hos sin mor og søsteren Barbara.
Walter oplever ofte at blive hakket på fra alle kanter. Han er altid offer for Carlos mere eller mindre vanvittige planer, og ligger under for en dominerende mor, der absolut ikke bryder sig om Walters kvindebekendtskaber.

### Carlo Jensen
Den brovtende, selvhævdende og narcissistiske Carlo er spillet af Jarl Friis-Mikkelsen. Figuren er den opportunistiske og foretagsomme indehaver af en hælebar, der gerne vil frem i medieverdenen. Carlo er en mand med store planer, og for at komme frem i verden med dem må Walter finansiere eventyrene, og hustruen Elly må filme alt med sit kamera, så resten af verden kan se hans genialitet. Carlo bevæger sig ofte ud i mere eller mindre livsfarlige situationer, men alvoren af disse går aldrig op for ham.

### Elly
Elly er Carlos hustru. Det morsomme omkring Elly er, at man aldrig ser hende direkte i filmene. Hun er seerens øjne, da hun skal forestille at være den, der fører kameraet. Man hører aldrig Elly sige noget, og når de andre karakterer – fortrinsvis Carlo - kommunikerer med hende, taler han direkte ind i kameralinsen. Udtrykket Cut Elly, der sidenhen blev kult, stammer fra Walter og Carlo.

### Viola Van Heimvee
Viola Van Heimvee er Walters dominerende og skrappe mor - spillet af Kirsten Rolffes. Viola er en velhavende kvinde, da hun har arvet en del efter Walters far, der var general. Hun bryder sig ikke om Walters livsførelse, og skælder ham ofte ud. Dog har hun et godt øje til Carlo, som hun mener ligner Walthers far.

## Lokationer
Filmenes omdrejningspunkt er Valby, hvor Carlo har sin hælebar (lokationen er dog Heimdalsgade på Nørrebro, og Carlo omtaler altid sig selv som boende i Vanløse), og hvor Walter bor sammen med sin mor. Fælles for filmene er dog, at karaktererne gerne tager ud at rejse – og handlingen i de tre film spænder over både Spanien, Sverige og USA.

## Filmene
Som karaktererne Walter og Carlo har de indspillet tre spillefilm:
- Walter og Carlo - op på fars hat (1985)
- Walter og Carlo - yes, det er far (1986)
- Walter og Carlo i Amerika (1989)

## Walter & Carlos Danmarkshistorie
I 1990 var Walter og Carlo fast indslag i TV 2-programmet Eleva2ren, som Ole Stephensen desuden i øvrigt var vært på. Indslaget varede ca. 10 minutter og omhandlede at Walter & Carlo tog rundt i Danmark og fortalte morsomt om danskerne og kulturen.
Indslagene var så populære, at de blev genudsendt i Eleva2ren i 1993, og selvom de aldrig er udgivet på hverken VHS eller DVD, er 8 af afsnittene at finde på YouTube, hvor de har mange visninger:
- Walter & Carlos Danmarkshistorie 1: Moesgaard Museum (Århus)
- Walter & Carlos Danmarkshistorie 2: Heden og Skagen
- Walter & Carlos Danmarkshistorie 3: Kronborg (Helsingør)
- Walter & Carlos Danmarkshistorie 4: Dannebrog og Århus
- Walter & Carlos Danmarkshistorie 5: H.C. Andersen (Odense)
- Walter & Carlos Danmarkshistorie 6: Den gamle by (Århus & appearance i tv-quizzen 'Lykkehjulet')
- Walter & Carlos Danmarkshistorie 7: Odense-pigerne (Odense)
- Walter & Carlos Danmarkshistorie 8: Aalborg og Skagen

(listen er muligvis ikke komplet)

## Musik
Filmene havde flere musikalske indslag, og navnlig temaet fra Op på fars hat blev en stor landeplage. Derudover demonstrerede Ole Stephensen sit sangtalent i numre som Walters sang til Inge og Oh nordiske broderånd.
Filmmusikken fra de to første film blev samlet på pladen Walter og Carlo - 1ste Ellyplade